# Скаполо, Иво
Иво Скаполо (итал. Ivo Scapolo; род. 24 июля 1953, Террасса-Падована, Италия) — итальянский прелат и ватиканский дипломат. Титулярный архиепископ Тагасте с 26 марта 2002. Апостольский нунций в Боливии с 26 марта 2002 по 17 января 2008. Апостольский нунций в Руанде с 17 января 2008 по 15 июля 2011. Апостольский нунций в Чили с 15 июля 2011 по 29 августа 2019. Апостольский нунций в Португалии с 29 августа 2019 по 23 мая 2025.